# Остоич, Ранко
Ранко Остоич (хорв. Ranko Ostojić) — хорватский политик, юрист, министр внутренних дел Республики Хорватии с 23 декабря 2011 года по  22 января 2016 года.

## Образование и опыт работы
Своё первое высшее образование Остоич получил в родном городе, окончив в 1988 году юридический факультет Сплитского университета. Также получал образование в Норвегии и США. В биографии, опубликованной по поводу выдвижения его кандидатуры на пост главы города Сплита, Остоич заявил, что начал работать ещё в школе, в основном чернорабочим, и что его первая серьезная работа была на сплитском яхтенном причале, где он в 1988 году работал продавцом. После возвращения с фронта Ранко открыл небольшую лавку, но в 1995 году, как он говорит, у него украли три тонны трески, и торговую точку пришлось закрыть. Некоторое время он был безработным, а потом в качестве сотрудника Красного Креста выехал в Книн.

## Политическая деятельность
С 1990 по 1992 год Остоич был депутатом сплитского городского совета. В 1996—1997 годах работал в составе Международного Красного Креста в районе Книна, а в 1997—2000 годах работал в исполнительной власти Сплита заведующим отдела управления ресурсами города. После этого вступил в должность начальника городского управления полиции Сплита, а в 2001 году был назначен начальником Главного управления полиции Хорватии. Эту должность занимал по январь 2004 года. Начиная с 2005 года до начала августа 2007 года был членом правления газеты Slobodna Dalmacija, а затем директором по инвестициям и строительству комплекса этого ежедневного периодического издания в селе Дугополе (Dugopolje) в 15 км от Сплита.
В 6-м созыве парламента Хорватии (2007—2011) был депутатом от СДП, в которую вступил в 1990 году. Был председателем комитета по внутренней политике и национальной безопасности, членом трех комитетов: по вопросам законодательства, ветеранов войны и межпарламентского сотрудничества, а также парламентской делегации в Ассамблее Западноевропейского союза. На ХІ съезде СДП в мае 2008 года был избран членом Президиума партии.
В 2008 году Остоич входил в состав делегации СДП, которая посетила место Блайбургской бойни.
Последние месяцы пребывания Остоича на посту министра внутренних дел были отмечены европейским миграционным кризисом 2015 года, вызвавшим приток более 39 000 мигрантов в Хорватию из Сербии к 22 сентября 2015 года, после строительства на сербско-хорватской границе пограничного забора. Многие мигранты бежали от гражданской войны в Сирии, а также от плохих экономических условий в Африке и Южной Азии, при этом Хорватия служила главным образом страной транзита в Германию, Скандинавию и Западную Европу . 

## Личная жизнь
Был добровольцем во время войны в Хорватии, за что получил памятную медаль. Многолетний член Хорватской ассоциации скаутов, занимается водным поло и лыжами. Говорит на английском и норвежском языках. Женат, его жена Ана — профессор математики. Имеет двух сыновей Бруно и Ловро.